# Phaeopteryx sidnicus
Phaeopteryx sidnicus är en insektsart som beskrevs av George Willis Kirkaldy 1907. Phaeopteryx sidnicus ingår i släktet Phaeopteryx och familjen sköldstritar. Inga underarter finns listade i Catalogue of Life.